# Cryosignum incisum
Cryosignum incisum is een pissebed uit de familie Paramunnidae. De wetenschappelijke naam van de soort is voor het eerst geldig gepubliceerd in 1908 door Richardson.